# موسى المعايطة
موسى حابس موسى المعايطة (28 تشرين الثاني 1954م في إربد) سياسي أردني يشغل منصب رئيس مجلس مفوضي الهيئة المستقلة للانتخاب منذ 5 نيسان 2022م. كما شغل منصب وزير الشؤون السياسية والبرلمانية من 1 حزيران 2016 إلى 5 نيسان 2022 في حكومات بشر الخصاونة وعمر الرزاز وهاني الملقي الأولى والثانية.
كما شغل منصب وزير التنمية السياسية من فبراير 2009 إلى أكتوبر 2011 في حكومات نادر الذهبي وسمير زيد الرفاعي الأولى والثانية ومعروف البخيت الثانية.
ومن تشرين الأول 2013 ولغاية حزيران 2016 كان عضواً في مجلس الأعيان الأردني السادس والعشرين.

## نشأته
ولد في إربد وتنقل للعيش بين عدد من مدن المملكة، مثل إربد وجرش ومادبا والعقبة وعمّان، وذلك بحكم طبيعة عمل والده آنداك كحاكم اداري «قائم مقام»، أنهى الثانوية العامة من مدرسة ثانوية اربد للبنين (الفرع العلمي) عام 1972، وانتقل بعدها للدراسة في جامعة حلب في سوريا، لكنه لم يلبث أن عاد، لينتقل بعدها للدراسة في جامعة بوخارست التقنية في رومانيا، وتزوج هناك من السيدة روديكا خلال السنوات الأخيرة من دراسته الجامعية، حاصل على شهادة الماجستير في هندسة الاتصالات من جامعة بوخارست عام 1981، ليعمل بعدها في القطاع الخاص.

## حياته السياسية
بدأ موسى المعايطة حياته السياسية كحزبي حيث كان رئيساً للاتحاد الوطني للأردنيين في رومانيا منذ عام 1976م حتى عام 1981م، والذي كان يضم 3 الآف طالباً اردنياً، وانتخب عام 1989م عضواً في مجلس نقابة المهندسين الأردنيين ورئيس للشعبة الكهربائية حتى عام 1992م. ساهم بعدها في تأسيس الحزب الاشتراكي الديمقراطي بعد عودة الحياة الحزبية في عام 1992م، حيث كان عضوا في المكتب السياسي، وفي عام 1996م عمل الحزب على توحيد اليسار، بحيث توحد الحزب الاشتراكي الديمقراطي في ذلك الوقت مع عدة أحزاب وجرى تشكيل تيار يساري واسع عام 1996م، وانتخب المعايطة عضوًا في المكتب السياسي، كان اسمه الحزب الديمقراطي الوحدوي، وفي عام 1998م جرى تغيير اسم الحزب ليصبح حزب اليسار الديمقراطي الأردني، وفي نهاية عام 1996م اختير المعايطة أميناً عاماً للحزب واعيد انتخابه في المؤتمرات التي عقدت عام 1998م وعام 2001م حتى عام 2007م.
شارك في الانتخابات النيابية ممثلاً لحزب اليسار الديمقراطي عام 1997م عن محافظة الكرك.
شارك في عدد كبير من المؤتمرات على المستوى المحلي والعربي والدولي مثل مؤتمرات الاشتراكية الدولية والحوار الاوروربي – المتوسطي والقضية الفلسطينية وقضايا الأمن والسلم وتجربة ثورات (الربيع العربي) ومفاهيم الدولة الوطنية المدنية الى جانب مشاركته في تقديم العديد من الأبحاث والأوراق فيما يتعلق بالاحزاب السياسية وأساليب تمويلها والأنظمة الانتخابية.
وكان عضوا في (هيئة الأردن أولاً) في لجنة تطوير الحياة الحزبية عام 2003م
وفي عام 2009م عين وزيرا للتنمية السياسية لأول مرة في حكومة نادر الذهبي، وكان عضوا في اللجنة الوزارية لتمكين المرأة في الحكومات السابقة، ثم عيين رئيساً للجنة الوزارية لشؤون المرأة في حكومة الدكتور عمر الرزاز منذ 24 نوفمبر 2019 م وحتى 5 نيسان 2022م .

## أهم المناصب التي شغلها

### مناصب حكومية
- رئيساً لمجلس مفوضي الهيئة المستقلة للانتخاب من 5 نيسان 2022 - لغاية الآن.[9]
- وزير الشؤون السياسية والبرلمانية في حكومة الدكتور بشر الخصاونة من تشرين أول 2020 ولغاية 5 نيسان 2022.[9][10]
- وزير الشؤون السياسية والبرلمانية في حكومة الدكتور عمر الرزاز من يونيو 2018 ·  ولغاية تشرين أول 2020.[11]
- وزير الشؤون السياسية والبرلمانية في حكومة هاني الملقي الثانية من 29 سبتمبر 2016 ولغاية يونيو 2018.[11]
- وزير الشؤون السياسية والبرلمانية في حكومة هاني الملقي الأولى من 1 يونيو 2016  ولغاية 25 سبتمبر 2016.[11]
- عضو مجلس الاعيان الأردني من تشرين أول 2013 ولغاية حزيران 2016.[12][13]
- وزير التنمية السياسية في حكومة معروف البخيت الثانية من يوليو 2011 ولغاية أكتوبر 2011.[11]
- وزير التنمية السياسية في حكومة سمير زيد الرفاعي الثانية من نوفمبر 2010 ولغاية فبراير 2011.[11]
- وزير التنمية السياسية في حكومة سمير زيد الرفاعي الأولى من ديسمبر 2009 ولغاية نوفمبر 2010.[11]
- وزير التنمية السياسية في حكومة نادر الذهبي من فبراير 2009 ولغاية ديسمبر 2009.[11]

### مناصب سياسية
- من عام 1996 ولغاية عام 2008 ساهم في تأسيس الحزب الديمقراطي الوحدوي والذي نشأ نتيجة توحيد أربعة أحزاب وتيارات سياسية وانتخب أمين عام للحزب في عام 1996 (والذي أصبح اسمه منذ عام 1998 حزب اليسار الديمقراطي الأردني) واعيد انتخابه في المؤتمرات التي عقدت عام 1998 و 2001 وحتى عام 2007.[6]
- شارك في تأسيس الحزب الديمقراطي الاشتراكي الأردني وانتخب عضوا في المكتب السياسي للحزب 1991- 1996.[7]
- رئيس للاتحاد الوطني لطلبة الأردن في رومانيا 1976-1981.[14]

### مناصب وظيفية
- مسؤول الصيانة في الشركة المتحدة للتجارة 1986-1989.
- انتخب عضوا في مجلس نقابة المهندسين الأردنيين ورئيس للشعبة الكهربائية 1989- 1991.[2]
- مدير للصيانة في الشركة الثلاثية المتحدة 1990-1993
- مدير عام مركز الشبكات العربي 1994-1999
- مدير تنفيذي لشركة أمان للتجارة والتسويق 1999- 2009.[15]
- مدير عام لمركز البديل للدراسات السياسية والتدريب حتى تاريخ 22 فبراير 2009.[16][17]

## انظر ايضا
- ماتيلدا سالم
- هشام الخطيب